# Khước Khuyết
Khước Khuyết hay Khích Khuyết (chữ Hán: 郤缺, bính âm: Xì Quē) hay Khước Thành tử (郤成子), là tướng nước Tấn thời Xuân Thu trong lịch sử Trung Quốc.

## Sự nghiệp
Tổ tiên của Khước Khuyết gốc họ Cơ, thuộc dòng công thất nước Tấn, đời Thúc Hổ được phong thực ấp ở đất Khước (Khích), nên lấy chữ Khước (Khích) làm họ. Đến đời cha Khước Khuyết là Khước Nhuế phò giúp Tấn Huệ công, được phong thêm ấp Ký. Sau khi Tấn Văn công đoạt ngôi, Khước Nhuế mưu giết Tấn Văn công không thành, bị lừa sang nước Tấn và bị xử tử, Khước Khuyết bị giáng làm thứ dân. Sau Tấn Văn công tuổi cao, đại phu Tư Thần thấy Khước Khuyết là người hiền đức, mới tiến cử ông vào Hạ quân, làm Hạ quân tá.
Đến đời Tấn Tương công, năm 627 TCN, nước Địch mang quân xâm lấn nước Tấn, tiến vào đất Cơ. Khước Khuyết cùng Tiên Chẩn lại mang quân ra cự địch, đánh tan quân Địch, Khước Khuyết bắt sống được vua nước Địch. Sau khi Tấn Tương công qua đời, Triệu Thuẫn nhiếp chính, các tướng Cơ Trịnh Phủ, Sĩ Cốc, Lương Ích Nhĩ, Khoái Khắc nổi loạn, bị Triệu Thuẫn giết chết. Triệu Thuẫn phong Khước Khuyết thay Cơ Trịnh Phủ làm Thượng quân tướng.
Năm 601 TCN, Triệu Thuẫn qua đời, Tấn Thành công phong Khước Khuyết lên thay làm Chính khanh Trung quân tướng.
Năm 597 TCN, Khước Khuyết qua đời, con ông là Khước Khắc lên thế tập, được phong Thượng quân tá.